# Design Your Universe
Design Your Universe é o quarto álbum de estúdio da banda de metal sinfônico neerlandesa Epica, lançado pela Nuclear Blast em 16 de outubro de 2009. É o primeiro álbum da banda com o guitarrista Isaac Delahaye.

## Gravação e produção
A banda entrou no Gate Studio em Wolfsburg no dia 2 de março de 2009 e no dia 20 de julho foi anunciado que o álbum estava finalizado, com previsão de lançamento para setembro ou outubro do mesmo ano.
A vocalista Simone Simons comentou sobre o álbum: "É tão emocionante! Eu amo as novas músicas e não posso esperar para tocá-las ao vivo."
O álbum de estúdio anterior da banda, The Divine Conspiracy, lidava com a ideia de que Deus criou muitas religiões como um teste para ver se o homem seria capaz de entender que em todas elas ele é de fato o mesmo, enquanto este álbum lidará com o poder do pensamento e da imaginação, como Mark Jansen declarou:
| “ | O título do álbum, "Desenvolva Seu Universo", trata das novas descobertas na física quântica. Ela prova de que estamos todos ligados uns aos outros, em nível subatômico. Além disso, ele mostra que nós podemos criar, ou pelo menos influenciar a matéria com os nossos pensamentos (...) um fato muito interessante. Porque isso muda tudo para nós, todo o nosso mundo desmorona quando você aceita estes factos e integra-os em sua vida. Assim, este tinha de se tornar o título do novo álbum. | ” |

O Epica trabalhou com a mesma equipe do Gate Studio que produziu o álbum anterior, incluindo os produtores Sascha Paeth e Miro Rodenberg. Essa foi a primeira vez que a banda gravou com o guitarrista Isaac Delahaye (ex-integrante da banda God Dethroned). Segundo Mark Jansen, "ele trouxe uma nova energia, motivação e inspiração. Exatamente o que nós precisávamos para esse álbum. Isso nos deu possibilidades de desenvolver nosso som e integrar novos elementos".

## Recepção pela crítica especializada
| Críticas profissionais | Críticas profissionais |
| Avaliações da crítica  | Avaliações da crítica  |
| Fonte                  | Avaliação              |
| ---------------------- | ---------------------- |
| Angry Metal Guy        | 3.5 de 5 estrelas.     |
| Lords of Metal         | 9 de 10 estrelas.      |
| Allmusic               | 3.5 de 5 estrelas.     |
| Metal Storm            | 8.5 de 10 estrelas.    |
| PapelMag               | 5 de 5 estrelas.       |

O álbum foi recebido com avaliações bastante positivas na mídia especializada, obtendo nota máxima (5) no site PapelMag, nota 3,5 de 5 no Allmusic, e nota 8,5 de 10 no site Metal Storm, com o seguinte comentário: 
| “ | Os metaleiros sinfônicos holandeses do Epica retornam de forma espetacular com Design Your Universe, seu quarto álbum de estúdio. A banda tem crescido com o passar dos anos e Design Your Universe é o produto de uma banda confiante e madura. O álbum mostra o Epica em seu lado mais bombástico e ainda assim também mais experimental ... Embora essa seja uma obra bastante diversificada, Design Your Universe não oferece nada completamente inovador. Contudo, o que o Epica oferece com esse álbum é um metal sinfônico da mais alta qualidade para ser ouvido o ano inteiro. | ” |

Na revista belga "Rock Tribune", o álbum recebeu o seguinte comentário: "Todos os elementos que fizeram o EPICA ser grande são levados à perfeição nesse novo álbum. Corais, vocais angelicais, guturais eficientes e mortais, ritmos alucinantes e grandes melodias".

## Faixas[7]
| N.º            | Título | Duração |  |
| 1.             | "Samadhi (Prelude)" | 1:26    |  |
| 2.             | "Resign to Surrender (A New Age Dawns, Part IV)" | 6:19    |  |
| 3.             | "Unleashed" | 5:48    |  |
| 4.             | "Martyr of the Free Word" | 5:03    |  |
| 5.             | "Our Destiny" | 6:00    |  |
| 6.             | "Kingdom of Heaven (A New Age Dawns, Part V) 1. "Hold in Derision" 2. "Children of the Light" 3. "Bardo Thödol" 4. "Paragons of Perfection" 5. "The Harsh Return"" | 13:35   |  |
| 7.             | "The Price of Freedom (Interlude)" | 1:14    |  |
| 8.             | "Burn to a Cinder" | 5:40    |  |
| 9.             | "Tides of Time" | 5:33    |  |
| 10.            | "Deconstruct" | 4:14    |  |
| 11.            | "Semblance of Liberty" | 5:42    |  |
| 12.            | "White Waters" (com Tony Kakko de Sonata Arctica) | 4:44    |  |
| 13.            | "Design Your Universe (A New Age Dawns, Part VI)" | 9:28    |  |
| Duração total: | Duração total: | 74:50   |  |

| Bônus |             |         |  |
| N.º   | Título      | Duração |  |
| 14.   | "Incentive" | 4:14    |  |

| Bônus para iTunes |                                                    |         |  |
| N.º               | Título                                             | Duração |  |
| 15.               | "Unleashed (Duet Version)" (com Amanda Somerville) | 5:50    |  |

## Créditos
Banda
- Simone Simons – vocal
- Mark Jansen – guitarra rítmica, vocal gutural
- Isaac Delahaye – guitarra solo
- Yves Huts – baixo
- Coen Janssen – sintetizador, piano
- Ariën Van Weesenbeek – bateria, vocal gutural

Convidados
- Tony Kakko – vocal (em "White Waters")
- Amanda Somerville – vocal (em "Unleashed (Duet Version)")
- Coro:
  - Linda van Summeren, Bridget Fogle - sopranos
  - Amanda Somerville, Cloudy Yang - altos
  - Previn Moore - tenor
  - Melvin Edmondsen - baixo
  - Simon Oberender, Olaf Reitmeier, Coen Janssen - barítonos e baixos

Produção
- Sascha Paeth - produtor, engenheiro de som, mixagem
- Simon Oberender, Olaf Reitmeier - engenheiros de som, edição
- Miro Rodenberg - masterização, arranjos orquestrais